# Golfo de la Reina Maud
El golfo de la Reina Maud (en inglés, Queen Maud Gulf) es un golfo situado en el ártico canadiense que se extiende entre la costa continental del norte de Canadá y la costa suroriental de la isla Victoria. Sus costas y aguas pertenecen al territorio de Nunavut, Canadá. 
Pocas personas viven en las costas del golfo, pero hay algunos pueblos y comunidades, como Cambridge Bay (en inuit, Iqaluktuuttiaq), en la isla Victoria, al inicio del estrecho de Dease, con 1477 personas en el censo de 2006, e Iqsuqtuq (en la isla del Rey Guillermo).

## Geografía
Tiene una longitud, en dirección E-O, de cerca de 290 km y 80-135 de anchura. Limita al norte con la costa suroriental de la Isla Victoria; al norte con las aguas del estrecho Victoria y la costa meridional de la isla del Rey Guillermo y, al sur, con la costa continental de Canadá.
Entrando en las aguas del golfo desde el estrecho de Dease, en su parte oriental, el comienzo lo determina la línea que une el cabo Osborne (en la isla Victoria) con el cabo Trap (en la parte continental). Recorriendo las riberas en sentido contrario a las agujas del reloj, se encuentran: 
- El tramo de costa continental (que es el borde meridional del golfo). Empieza con un tramo en dirección sureste en el que se encuentran las islas Minto y la gran isla de isla Melbourne (381 km²), muy cerca de la ribera; siguen la bahía Campbell y el cabo Whitebear, y luego se inicia un tramo costero en forma de arco, en dirección E-O, en el que están los cabos Atkinson, Bowes, McTawish, Johnson y Stewart y finalmente la bahía McLaughlin. En este tramo hay muchas islas e islotes, como las islas Keith, Perry y Bowes.

La costa gira entonces en dirección norte, bordeando la península de Klutschak, un tramo en el que se encuentra el estrechísimo Sherman Inlet (que da acceso a la cuenca Sherman, casi un lago) y luego tres bahías —Wilmot, Cramton y McGillituy— con sus bocas totalmente moteadas por multitud de pequeñas islas e islotes y con el grupo de islas O'Reilly; acaba este tramo continental en el cabo Geddes, el extremo oriental del golfo donde comienza el estrecho de Simpson (que da acceso al estrecho de Rae).
- La costa meridional de la isla del Rey Guillermo. Al otro lado del estrecho de Simpson, al norte, se halla el cabo John Herschel, que da inicio a un tramo de costa que discurre en dirección oeste, bordeando la península de Graham Gore: la bahía Washington, las islas Irving, la bahía Terror y el cabo Hodgson, que marca el borde nororiental de las aguas del golfo y el inicio del estrecho Victoria; en medio del estrecho están las islas de la Royal Geographical Society (458 km²) y la isla Jenny Lind (420 km²).

- El tramo costero de la isla Victoria. Al otro lado del estrecho, en el cabo Macready, empieza el tramo costero de la isla Victoria, también en dirección oeste: la bahía Parker, el cabo Sturt, la bahía Anderson, el cabo Back y, de nuevo, el cabo Colborne.

En el interior del golfo hay dos grupos de islas, próximos al estrecho Victoria: las islas Bryde y Nordenskiold, además de algunas islas aisladas, como Hat y Bryde.

## Fauna
Al firmar el Convenio de Ramsar para la «Conservación de Humedales de Importancia Internacional como Hábitat de Aves Acuáticas» (1981), Canadá se comprometió a proteger todos los humedales importantes en la región, incluidos los del golfo de la Reina Maud, un importante criadero para gansos, ansares nívales y otras muchas aves acuáticas.

## Historia
Fue nombrado por el explorador noruego Roald Amundsen en 1905, en honor de la Reina Maud de Noruega.